# NHL 25
NHL 25 är ett ishockeyspel utvecklad av EA Vancouver och utgivet av EA Sports. Spelet släpptes den 4 oktober 2024 till Playstation 5, Xbox Series X och Series S. På spelets omslag medverkar bröderna Quinn Hughes från Vancouver Canucks, Jack Hughes från New Jersey Devils och Luke Hughes från New Jersey Devils.

## Spelupplägg
NHL 25 har en ny teknik som kallas Ice Q som består av förbättrad rörlighet, förbättrad AI och förbättrade detaljer på spelarnas kläder och utseende.Spelet är första i NHL-serien med lag från Professional Women's Hockey League.  I november 2024 uppdaterades NHL 25 med officiella tränare för samtliga NHL-lag.

## Utgåvor
Spelet släpptes med två olika utgåvor: Standard Edition 4 oktober 2024 och Deluxe Edition som gav spelare tillgång till spelet 7 dagar före lanseringsdagen.

## Mottagande
NHL 25 mottogs av blandade recensioner av spelkritiker enligt webbplatsen Metacritic.